# Felton Jarvis
Felton Jarvis (Atlanta, 16 novembre 1934 – Nashville, 3 gennaio 1981) è stato un produttore discografico statunitense, noto soprattutto per aver prodotto la maggior parte dei dischi di Elvis Presley nel periodo 1966-1977.
Oltre alla decennale collaborazione con Presley, Jarvis produsse anche i primi 6 album di John Hartford, pubblicò a suo nome alcuni singoli alla fine degli anni cinquanta, e lavorò con artisti come Tommy Roe, Michael Nesmith, Fats Domino, Jimmy Dean, Fess Parker, Charley Pride, Carl Perkins, Skeeter Davis, Willie Nelson, Gladys Knight & the Pips, Maria Dallas.

## Discografia

### Singoli

#### Viva Records
- Honest John (The Workin' Man's Friend)/Don't Knock Elvis (1959)

#### Thunder Int.
- Swingin' Cat/Honest John (The Working Man's Friend) (1960)
- Dimples/Little Wheel (1960)